# Klim Kostin
Klim Kostin (Penza, Rusia, 5 de mayo de 1999) es un jugador profesional ruso de hockey sobre hielo que se desempeña en la posición de centro en Detroit Red Wings, equipo de la National Hockey League (NHL).

## Carrera
Fue seleccionado en la primera ronda en la NHL Entry Draft de 2017. En 2019 hizo su debut profesional con el equipo St. Louis Blues, en el cual jugó tres temporadas (2019-2022), después pasó a Edmonton Oilers (2022-2023), luego a Detroit Red Wings, donde lleva jugando una temporada.